# A Dog of Flanders (film, 1935)
Pour les articles homonymes, voir A Dog of Flanders.
Pour plus de détails, voir Fiche technique et Distribution.
A Dog of Flanders est un film américain en noir et blanc réalisé par Edward Sloman, sorti en 1935.
Après les versions muettes de 1914 et 1924 (L'Enfant des Flandres), il s'agit ici de la première adaptation sonore du classique de la littérature pour la jeunesse, A Dog of Flanders de Maria Louise Ramé, publié en 1872. 
Deux remakes suivront :
- L'Orphelin et son chien (1960)
- Nello et le Chien des Flandres (1999)

## Synopsis
En Belgique, Nello, un garçon pauvre, a deux passions : le dessin et un berger allemand que lui et son grand-père ont recueilli après que son cruel maître l'a laissé pour mort. Nello veut participer à un concours d'art avec ses croquis, mais il n'a pas les moyens de payer les frais d'inscription. À la mort de son grand-père, le garçon décide de partir. En admirant un tableau de Rubens à la cathédrale d'Anvers, il rencontre un peintre qui décide de l'emmener avec lui.
N. B. Comme c'est le cas dans pratiquement toutes les adaptations cinématographiques du roman, le film connaît une fin heureuse, contrairement au roman où l'histoire se termine par la mort non seulement du grand-père mais aussi du garçon et de son chien.

## Fiche technique
- Titre  original : A Dog of Flanders
- Réalisation : Edward Sloman et James Anderson (filmmaker) (en) (assistant)
- Scénario : Ainsworth Morgan, Dorothy Yost (adaptation), d'après le roman A Dog of Flanders de Maria Louise Ramé (1872)
- Musique : Alberto Colombo (non crédité)
- Photographie : J. Roy Hunt
- Montage : George Crone
- Producteur : William Sistrom (en)
- Société de production et de distribution : RKO Radio Pictures
- Pays de production :  États-Unis
- Langue originale : anglais américain
- Format : noir et blanc — 35 mm — 1,37:1 — son : mono (RCA Victor System)
- Genre : drame, film pour la jeunesse
- Durée : 72 minutes
- Dates de sortie : 
  - États-Unis : 22 mars 1935
  - France : 16 août 1935

## Distribution
- Frankie Thomas : Nello Daas
  - Lightning : Leo, le chien de Nello
- O. P. Heggie : le grand-père, Jehan Daas
- Harry Beresford : le sacristain
- DeWitt Jennings : Carl Cogez, le meunier
- Helen Parrish : Maria Cogez, la femme du meunier
- Sarah Padden : Mme Keller
- Richard Quine : Pieter Vanderkloot
- Frank Reicher : M. Vanderkloot
- Nella Walker : Mme Vanderkloot
- Addison Richards : M. Herden
- Christian Rub : Hans
- Ann Shoemaker : Mme Ilse Cogez